# Timéré
Timéré ist ein Dorf im Arrondissement Niamey V der Stadt Niamey in Niger.

## Geographie

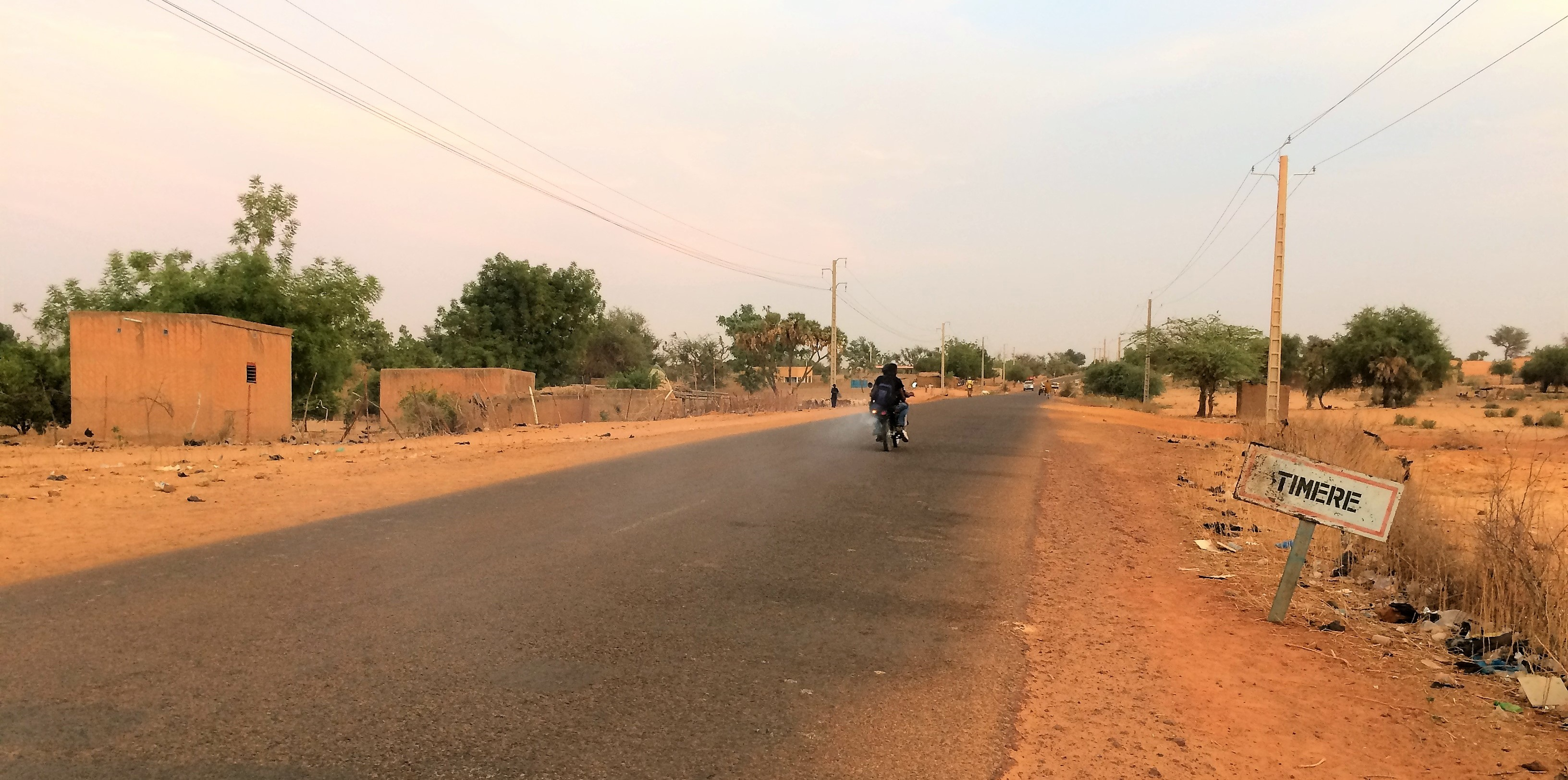
Ortseinfahrt von Timéré an der Nationalstraße 27 (2018)

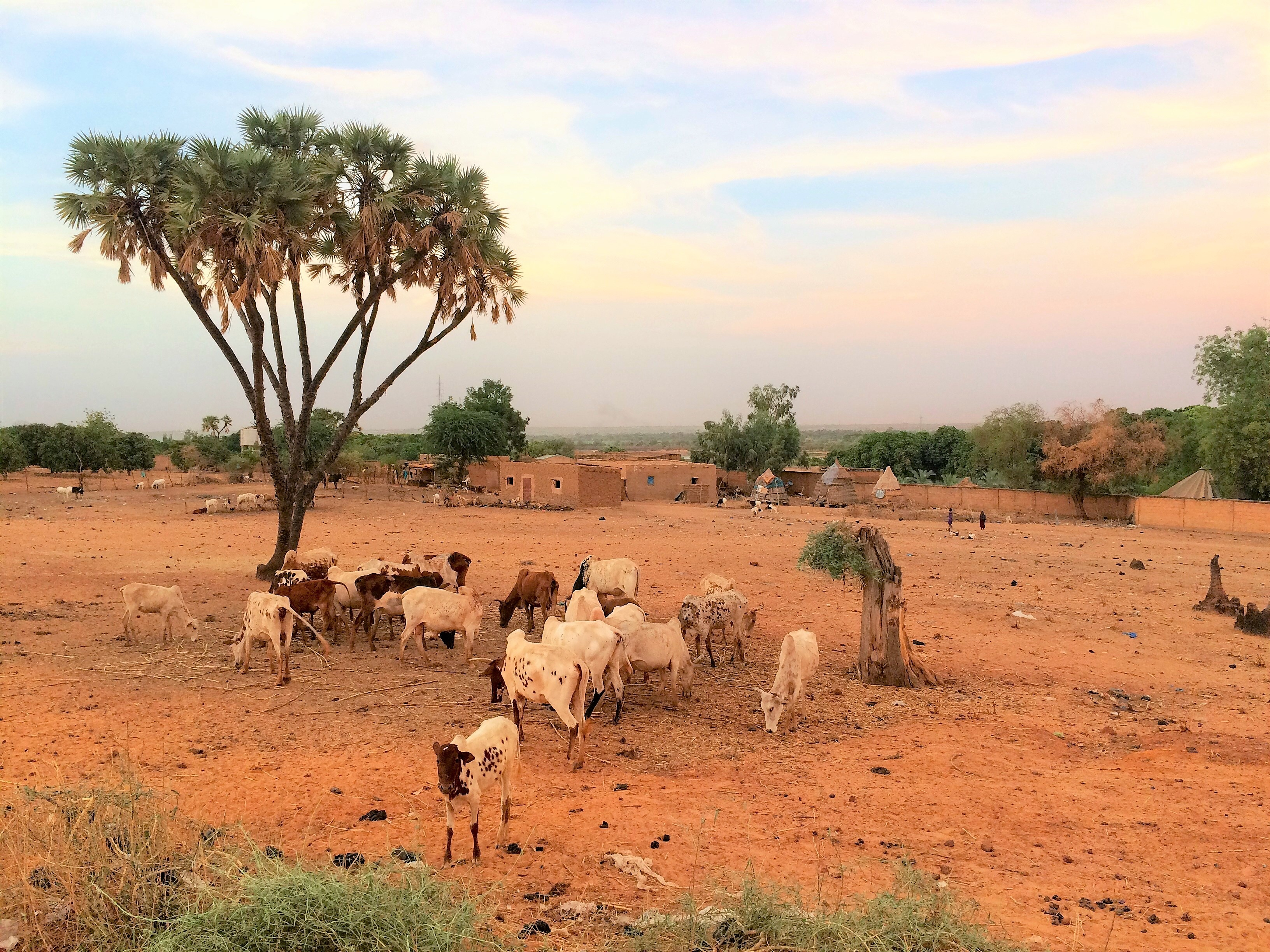
Vieh und Doumpalme in Timéré (2018)

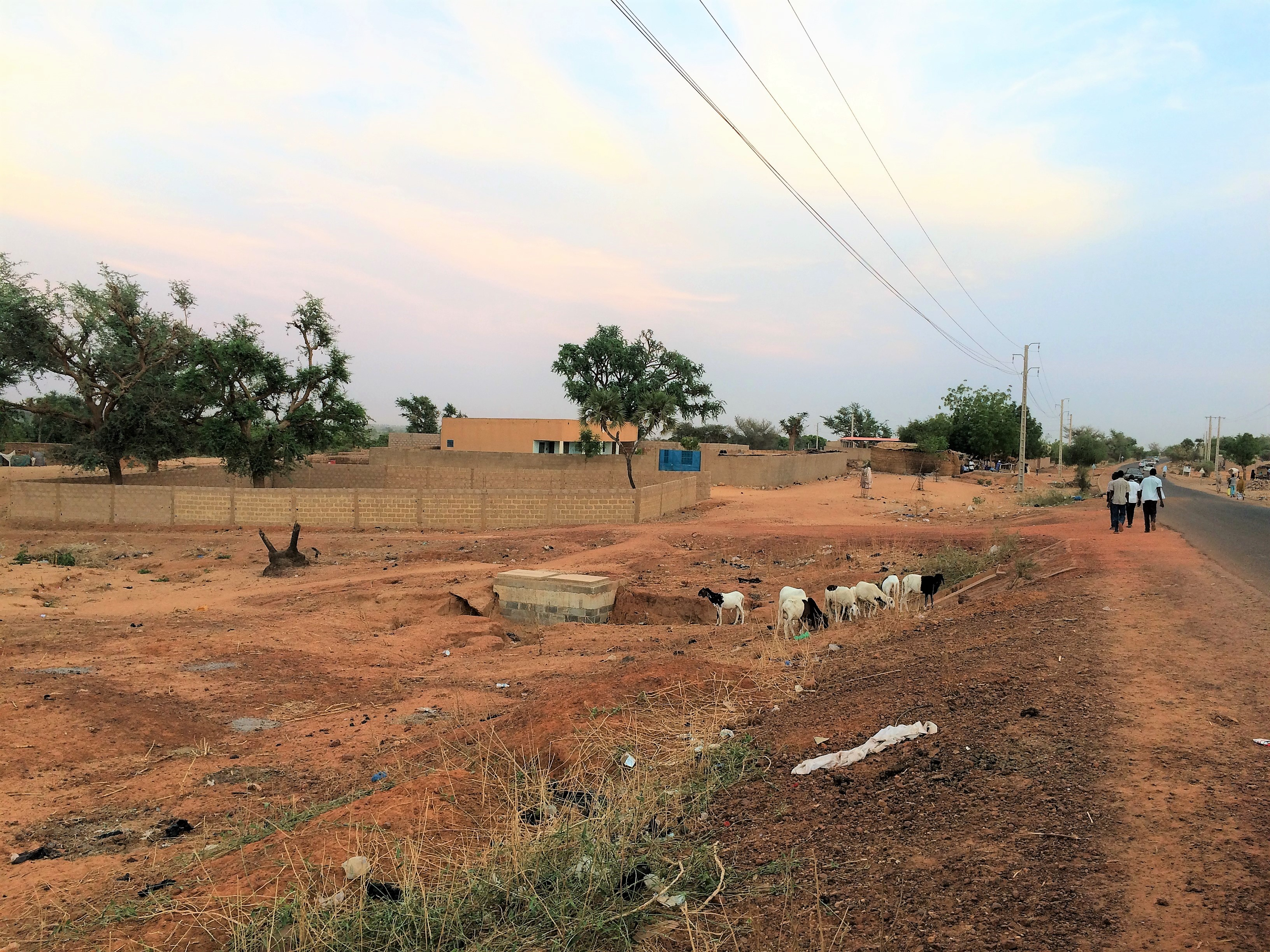
Straßenszene in Timéré in der Abenddämmerung (2018)

Das von einem traditionellen Ortsvorsteher (chef traditionnel) geleitete Dorf befindet sich am Fluss Niger im Osten des ländlichen Gebiets von Niamey V, an der zur Staatsgrenze mit Burkina Faso führenden Nationalstraße 27. 
Zu den umliegenden Siedlungen zählen das Dorf Gorou Banda im Nordwesten, das Dorf Gorou Kirey im Südosten, der Weiler Dantcha im Süden und der Weiler Langayé im Südwesten.

## Geschichte
Timéré bestand bereits in den 1970er Jahren, als sich die Stadt Niamey auf das rechte Ufer des Nigers auszudehnen begann. Das Dorf lag bis Ende des 20. Jahrhunderts außerhalb der Stadtgrenzen von Niamey und gehörte zum Arrondissement Kollo. Der staatliche Stromversorger NIGELEC elektrifizierte Timéré im Jahr 2018.

## Bevölkerung
Bei der Volkszählung 2012 hatte Timéré 652 Einwohner, die in 76 Haushalten lebten. Bei der Volkszählung 2001 betrug die Einwohnerzahl 226 in 34 Haushalten und bei der Volkszählung 1988 belief sich die Einwohnerzahl auf 163 in 26 Haushalten.

## Wirtschaft und Infrastruktur
Westlich des Dorfs steht das Dieselkraftwerk Gorou Banda, das 2017 in Betrieb genommen wurde.